# اولیوکما-استاوونیک
اولیوکما-استاوونیک (روسی: Олёкминский Становик) یک رشته‌کوه در سرزمین زابایکالسکی کشور روسیه است.